# Monona (Wisconsin)
Monona – miasto w Stanach Zjednoczonych, w stanie Wisconsin, w hrabstwie Dane.